# Nabeta Kazumasa
Kazumasa Nabeta (sinh ngày 22 tháng 8 năm 1975) là một cầu thủ bóng đá người Nhật Bản.

## Sự nghiệp câu lạc bộ
Kazumasa Nabeta đã từng chơi cho Kashiwa Reysol.